# Peter Salway
Peter Salway (1932) è uno storico inglese contemporaneo, profondo studioso e conoscitore dell'età romana.
Nei suoi studi ha osservato, tra l'altro, come durante la dominazione romana l'Inghilterra abbia avuto un tasso di alfabetizzazione ineguagliato fino alla metà del XIX secolo.

Si tratta di studi principalmente di tipo storico, che tendono a basarsi più sulle fonti scritte che sull'evidenza archeologica: questo da un lato permette di cogliere gli avvenimenti descritti all'interno di una più ampia visione di insieme, pur rischiando di trascurare i singoli casi e alcune evidenze offerte dai dati archeologici.
È attualmente in pensione ed è "professore emerito" presso l'università di Oxford, in Inghilterra. Collabora con la "Open University" britannica, unica università inglese per l'apprendimento a distanza, come "Regional Director of the West Midlands Region" ("Direttore regionale della regione 'West Midlands'").

## Opere
- Frontier People of Roman Britain, Cambridge Classical Studies, Cambridge University Press, 1969 ISBN 0521061873
- A History of Roman Britain, 1981 ISBN 019821717X, con un'edizione economica del 1984
- The Oxford Illustrated History of Roman Britain, 1993, con un'edizione economica nel 1997, che riprende l'edizione del 1981-84, accorciandola ed eliminando le note, ma arricchendola di illustrazioni e aggiornata con le ultime ricerche.
- The Remains of Distant Times: Archaeology and the National Trust - Proceedings of an Archaeological Conference, 1996 (scritto con David Morgan Evans e David Thackray)
- A History of Roman Britain, Oxford Paperbacks, Oxford 2001 ISBN 0192801384
- The Roman Era - The British Isles: 55 BC-AD 410, Oxford University Press, Oxford 2002 ISBN 0198731949
- Roman Britain: A Very Short Introduction, 2002